# Pont de Pontaut
El Pont de Pontaut és un pont catalogat com a monument del municipi de Bausen (Vall d'Aran) inclòs en l'Inventari del Patrimoni Arquitectònic de Catalunya.

## Descripció
Pont de Pontaut, bastit damunt de la Garona, en un brancal de l'antic Camin Reiau que comunica amb Canejan seguin la vall del riu Toran. Com és habitual els estreps del pont aprofiten sengles roques sobresortints en el llit del riu com a base. Una única arcada de grans dimensions fou resolta amb materials allargassats, lloses més que no pas carreus, els quals foren disposats en full de llibre. Aquesta fàbrica li dona un aspecte molt característic tot i que la vegetació amaga bona part dels paraments; s'hi entreveu també l'ús de carreuons a penes escairats, disposats en filades i units amb argamassa. La part superior del pont fou condicionada a principi del segle XX per tal d'ampliar el camí, d'estructura planta i amb baranes d'uns 75 cm d'alt. No hi ha dubte que es tracta d'un dels millors ponts de la Val d'Aran.

## Història
En el capbreu del Canejan de l'any 1313 ja compareix un Arnau de Ponts, sense que això permeti concretar si es tracta d'aquest pont o de qualsevol altre. És positiu que J.E. de Gràcia parla del caseriu de Pontaut, a una banda i altra de la Garona, amb un pont (1613). El qüestionari de Francisco de Zamora consigna que el pont de Pontaut damunt de la Garona per a passar a Canejan era de pedra, nou, d'un sol ull, amb les següents mides: 46 pams i 1 quart d'alt, 88,5 pams d'ample (mides araneses), amb baranes i molt bons resguards a les bandes, de cal i cant, si bé s'especifica que tenia molt mala entrada per la part de Pontaut (1788). Semblantment, el Diccionari de Pascual Madoz fa esment a Pontaut d'una caserna de carrabiners així com d'un formós pont de pedra d'un sol arc que menava a Canejan (1859). J. Soler crea una certa confusió sobre el pont de Pontaut perquè l'itinerari 91 parla d'un alt pont de fusta que dona nom al caseriu; l'itinerari 96, però deixa clar que "s'entravessa la Garona pel vell pont de pedra" (1906).